# Themistoclesia epiphytica
Themistoclesia epiphytica är en ljungväxtart som beskrevs av A. C. Smith. Themistoclesia epiphytica ingår i släktet Themistoclesia och familjen ljungväxter. Inga underarter finns listade i Catalogue of Life.